# Prosaptia rivularis
Prosaptia rivularis är en stensöteväxtart som beskrevs av Barbara S. Parris. Prosaptia rivularis ingår i släktet Prosaptia och familjen Polypodiaceae. Inga underarter finns listade.